# Bobbie Chase
Barbara "Bobbie" Chase (née un 21 août) est une autrice et éditrice de comics. 
Elle a travaillé pour Marvel dans les années 1980-1990. En 1994-1995 elle fut éditrice en chef avec quatre autres personnes (Mark Gruenwald, Carl Potts, Bob Budiansky et Bob Harras et fut de ce fait la première femme à obtenir ce poste chez Marvel. De 2015 à 2020 elle fut présidente au développement des talents chez DC Comics
En tant qu'éditrice elle a lancé la carrière d'auteurs comme Salvador Larroca et Jamal Igle. Elle a aussi travaillé en étroite collaboration avec Peter David quand il était scénariste de  The Incredible Hulk. Elle a édité sur une longue durée des comics comme G.I. Joe, Captain America, Iron Man, Sensational She-Hulk, Thor, Fantastic Four, Ghost Rider, X-Force, Doctor Strange, Spirits of Vengeance, Morbius, Blade, Elektra, Alpha Flight. Chez DC Comics elle a aussi édité Batgirl, Nightwing, Teen Titans, Red Hood and the Outlaws, Birds of Prey et Green Arrow.

## Biographie

### Éducation
Chase est titulaire d'un BA en anglais obtenu au Mount Holyoke College. Elle a aussi étudiée à l'université de St Andrews en Écosse et a étudié le design et l'illustration à la Parsons School of Design et la New School for Social Research.

### Marvel Comics
Bobbie Chase commence à travailler chez Marvel en 1985 quand elle est engagée comme assistante éditrice au département des projets spéciaux. Elle travaille alors aussi comme scénariste et designer indépendante.
En 1986 elle est nommée éditrice. Elle s'occupe longuement des séries liées à G.I. Joe.
En 1988 elle prend en main le comics The Incredible Hulk dont elle sera l'éditice durant 10 ans.
En 1989, alors qu'elle est l'éditrice de The Sensational She-Hulk de John Byrne, elle entre en conflit avec celui-ci qui dut abandonner la série.
Comme elle était éditrice des comics de  G.I. Joe, Bobbie Chase travaille avec Hasbro et Impel Marketing (Upper Deck Company) en 1991 pour créer la première série de cartes à collectionner basées sur le héros.
Au début des années 1990, Chase s'occupe durant une longue période des comics Ghost Rider et Doctor Strange. En 1994, après le départ de l'éditeur en chef Tom DeFalco, les responsables de Marvel décident de diviser la tâche. Cinq familles de comics sont créées avec pour chacune un éditeur en chef. À côté de Mark Gruenwald, Carl Potts, Bob Budiansky et Bob Harras, Bobbie Chase est chargée de la famille Marvel Edge (Daredevil, Ghost Rider, Hulk, Punisher, Doctor Strange). L'expérience dure peu et dès 1995, Bob Harras est seul éditeur en chef. Bobbie Chase devient alors éditrice exécutive de Marvel Entertainment.
En 1997 elle édite Heroes Return qui marque le retour de Captain America, Iron Man, Fantastic Four et des Vengeurs. Chase (avec Peter David et Adam Kubert) est nommée pour le prix Harvey du meilleur épisode pour The Incredible Hulk -1 en 1998.
Elle est éditrice de Iron Man de 1998 à 2001 et des Fantastic Four de 1999 à 2001.
Chase est renvoyée de Marvel en 2001 quand Joe Quesada et Bill Jemas sont aux commandes de Marvel.

### Littérature pour enfants
Après son départ de Marvel, Chase est directrice éditoriale du magazine PONY, consacré aux chevaux, qui appartient à la maison d'édition Stabenfeldt International,.

### DC Comics
En 2011 Bobbie Chase rejoint DC Comics comme éditrice en chef sur des comics de Batman, comme  Nightwing, Batgirl et Teen Titans. En 2012 elle est promue directrice éditoriale. En avril 2015 Chase est nommée Vice presidente ofdu développement des  talents chez DC. Elle doit abandonner son poste le 10 août 2020.